# Chi phí sinh hoạt

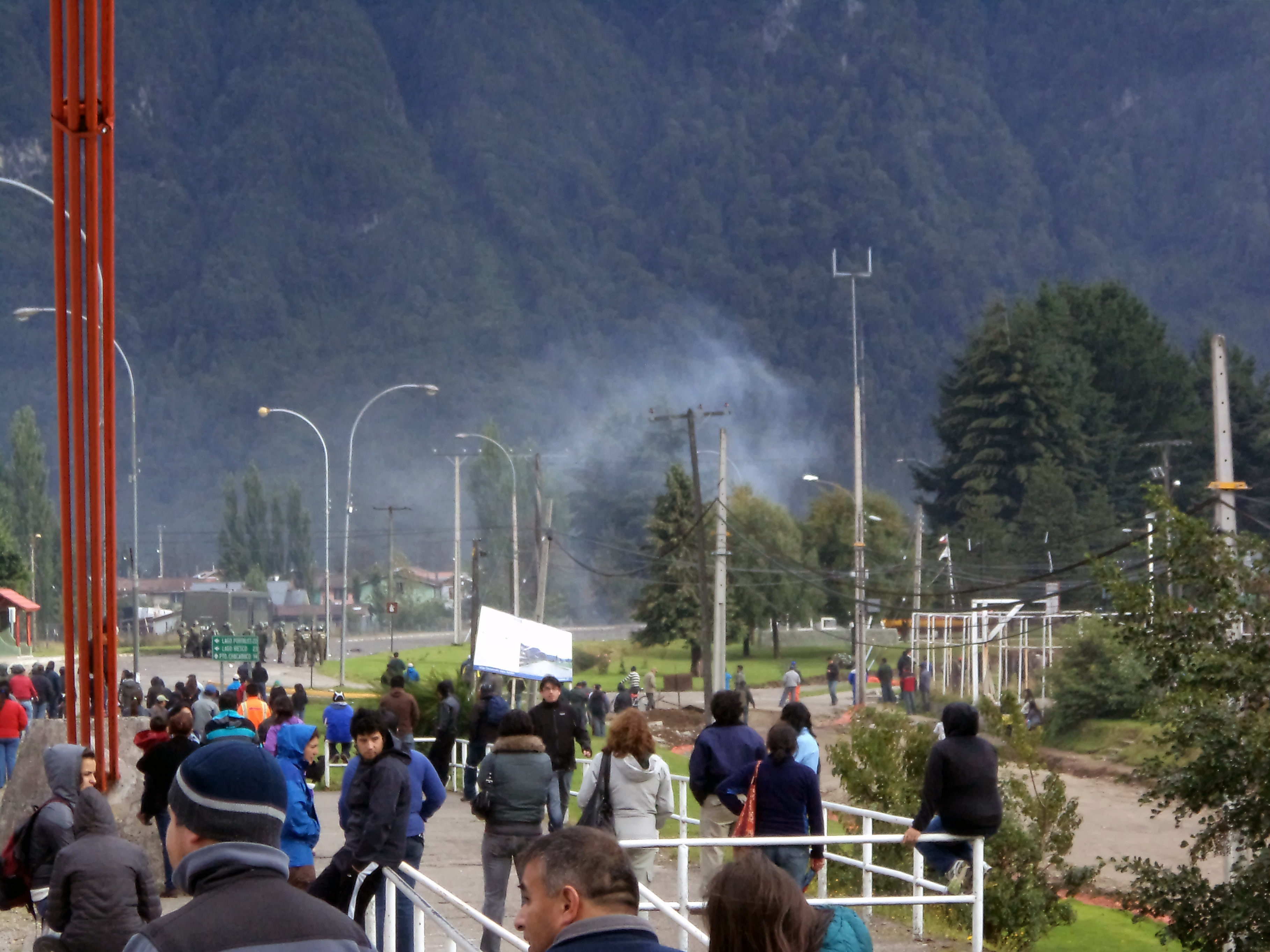
Biểu tình ở Aysén do chi phí sinh hoạt cao ở Patagonia

Chi phí sinh hoạt (sinh hoạt phí) là chi phí duy trì một mức sống nhất định. Những thay đổi về chi phí sinh hoạt theo thời gian thường được vận hành theo chỉ số chi phí sinh hoạt. Chi phí tính toán sinh hoạt cũng được sử dụng để so sánh chi phí duy trì một mức sống nhất định ở các khu vực địa lý khác nhau. Sự khác biệt về chi phí sinh hoạt giữa các địa điểm cũng có thể được đo lường về tỷ lệ sức mua tương đương.

## Điều chỉnh chi phí sinh hoạt (COLA)
Hợp đồng lao động và trợ cấp hưu trí có thể được gắn với chỉ số giá sinh hoạt, điển hình là chỉ số giá tiêu dùng (CPI). Một COLA điều chỉnh mức lương dựa trên những thay đổi trong chỉ số giá sinh hoạt. Tiền lương thường được điều chỉnh hàng năm. Họ cũng có thể được gắn với một chỉ số chi phí sinh hoạt thay đổi theo vị trí địa lý nếu nhân viên di chuyển. Trong trường hợp sau này, nhân viên nước ngoài có thể sẽ chỉ thấy phần thu nhập tùy ý trong lương của họ được lập chỉ mục bởi một mức chênh lệch CPI giữa các vị trí việc làm mới và cũ, để lại phần không tự nguyện của tiền lương (ví dụ: thanh toán thế chấp, bảo hiểm, xe hơi thanh toán) không thay đổi.
Các điều khoản leo thang hàng năm trong hợp đồng lao động có thể chỉ định mức tăng phần trăm hồi tố hoặc tương lai trong lương công nhân không gắn với bất kỳ chỉ số nào. Các khoản tăng lương được thương lượng này được gọi chung là các điều chỉnh chi phí sinh hoạt hoặc tăng chi phí sinh hoạt vì sự tương đồng của chúng với các mức tăng gắn liền với các chỉ số được xác định bên ngoài. Chi phí sinh hoạt bằng với lãi suất danh nghĩa trừ đi lãi suất thực tế.

## Chỉ số giá tiêu dùng (CPI)
Khi điều chỉnh chi phí sinh hoạt, quyết toán lương thỏa thuận và tăng ngân sách vượt quá CPI, báo cáo phương tiện truyền thông thường so sánh hai mà không xem xét mã số thuế thích hợp. Tuy nhiên, CPI dựa trên giá bán lẻ của một giỏ hàng hóa và dịch vụ. Hầu hết các giao dịch mua của cùng một giỏ đều yêu cầu sử dụng đô la sau thuế Đô la thường phải chịu mức thuế suất biên cao nhất. Do đó, COLA nhất thiết sẽ phải vượt quá tỷ lệ lạm phát CPI để duy trì sức mua.
Vấn đề được công nhận rộng rãi được gọi là bracket-creep cũng có thể xảy ra ở các quốc gia nơi bản thân khung thuế biên không được lập chỉ mục - COLA tăng chỉ đơn giản là đặt nhiều đô la hơn vào khung thuế suất cao hơn. (Chỉ trong một hệ thống thuế phẳng, mức tăng phần trăm trên tổng thu nhập sẽ chuyển thành mức tăng bù đắp lạm phát tương đương ở mức sau thuế.)

## Khảo sát chi phí sinh hoạt trên toàn thế giới
Economist Intelligence Unit xây dựng một cuộc khảo sát chi phí sinh hoạt nửa năm (hai lần một năm) trên toàn thế giới, so sánh hơn 400 giá riêng lẻ trên 160 sản phẩm và dịch vụ. Chúng bao gồm thực phẩm, đồ uống, quần áo, đồ dùng gia đình và các mặt hàng chăm sóc cá nhân, tiền thuê nhà, vận chuyển, hóa đơn tiện ích, trường tư, trợ giúp trong nước và chi phí giải trí.
Bản thân cuộc khảo sát là một công cụ internet được thiết kế để tính toán chi phí sinh hoạt và xây dựng các gói bồi thường cho các giám đốc điều hành của công ty duy trì lối sống phương tây. Khảo sát kết hợp chi phí so sánh dễ hiểu của các chỉ số sinh hoạt giữa các thành phố. Cuộc khảo sát cho phép so sánh giữa thành phố với thành phố, nhưng với mục đích của báo cáo này, tất cả các thành phố được so sánh với một thành phố cơ sở của Thành phố New York, nơi có chỉ số được đặt là 100. Cuộc khảo sát đã được thực hiện trong hơn 30 năm.
Cuộc khảo sát gần đây nhất được công bố vào tháng 3 năm 2017. Singapore vẫn là thành phố đắt đỏ nhất thế giới trong năm thứ tư liên tiếp, trong một trường hợp hiếm hoi mà toàn bộ năm thành phố đắt đỏ nhất không thay đổi so với năm trước. Cả Sydney và Melbourne đều củng cố vị trí của mình như mười thành phố đứng đầu, trong đó Sydney trở thành thành phố đắt nhất thứ năm và Melbourne leo lên vị trí thứ sáu. Châu Á là nơi có hơn năm thành phố đắt đỏ nhất trong top 20 nhưng cũng là nơi có tám thành phố rẻ nhất trong số mười thành phố rẻ nhất.

## Công dụng khác
Các khoản đóng góp hoặc trả thêm được cung cấp cho các nhân viên đang được tái định cư tạm thời cũng có thể được gọi là điều chỉnh chi phí sinh hoạt hoặc chi phí sinh hoạt. Những điều chỉnh như vậy nhằm bù đắp những thay đổi về phúc lợi do sự khác biệt về địa lý trong chi phí sinh hoạt. Những điều chỉnh như vậy có thể được mô tả chính xác hơn như là một khoản trợ cấp diem hoặc gắn với một mặt hàng cụ thể, như với các khoản phụ cấp nhà ở. Nhân viên đang được tái định cư vĩnh viễn ít có khả năng nhận được các khoản phụ cấp như vậy, nhưng có thể nhận được điều chỉnh lương cơ bản để phản ánh các điều kiện thị trường địa phương.
Trợ cấp sinh hoạt thường được trao cho các thành viên của quân đội Hoa Kỳ đóng quân tại các căn cứ ở nước ngoài nếu khu vực mà một thành viên dịch vụ được chỉ định có chi phí sinh hoạt cao hơn khu vực trung bình ở Hoa Kỳ. Ví dụ, các thành viên dịch vụ đóng quân tại Nhật Bản nhận được chi phí sinh hoạt từ 300 đến 700 đô la mỗi tháng (tùy thuộc vào mức lương, số năm phục vụ và số lượng người phụ thuộc), ngoài mức lương cơ bản của họ. Khoản thanh toán bổ sung này không chịu thuế.